# Magere Brug
Magere Brug (Štíhlý či Úzký most) je sklápěcí most nad řekou Amstel v centru Amsterodamu. Spojuje břehy v ulici Kerkstraat mezi kanály Keizersgracht a Prinsengracht.
Magere Brug je zvedací, správněji sklápěcí most zhotovený z bíle natřeného dřeva. Současný most byl postaven v roce 1934, původní, zvaný Kerkstraatbrug, pocházel z roku 1691 a měl 13 oblouků. Svoje dnešní jméno dostal, protože byl velmi úzký. V roce 1871 byl už jeho stav natolik špatný, že musel být zbourán a nahrazen devítiobloukovým dřevěným mostem. 50 let nato bylo znovu třeba jej vyměnit. Bylo navrženo několik variant kamenných a ocelových mostů, ale správa města se rozhodla nahradit jej mostem, který by byl stejný jako původní, jen o něco větší. Poslední velká renovace proběhla v roce 1969. Do roku 1994 se most zvedal ručně, v dnešní době už se tak děje automaticky.
Od roku 2003 je používání mostu povoleno pouze pro pěší a cyklisty. Několikrát denně je však otvírán, aby se umožnilo proplutí větších lodí. Čluny, jež po kanálech vozí turisty, jsou nicméně natolik nízké, že mohou proplout i pod spuštěným mostem. Každý večer Magere Brug ozáří světlo 1200 žárovek.
Magere Brug si zahrál i v celé řadě filmů, například v bondovce Diamanty jsou věčné z roku 1971.

## Gallerie

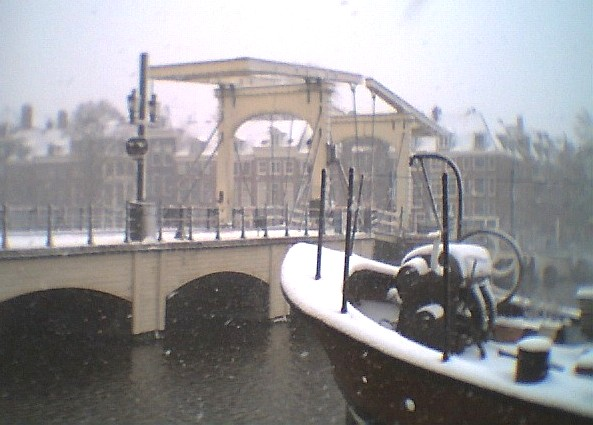
Magere Brug v zimě
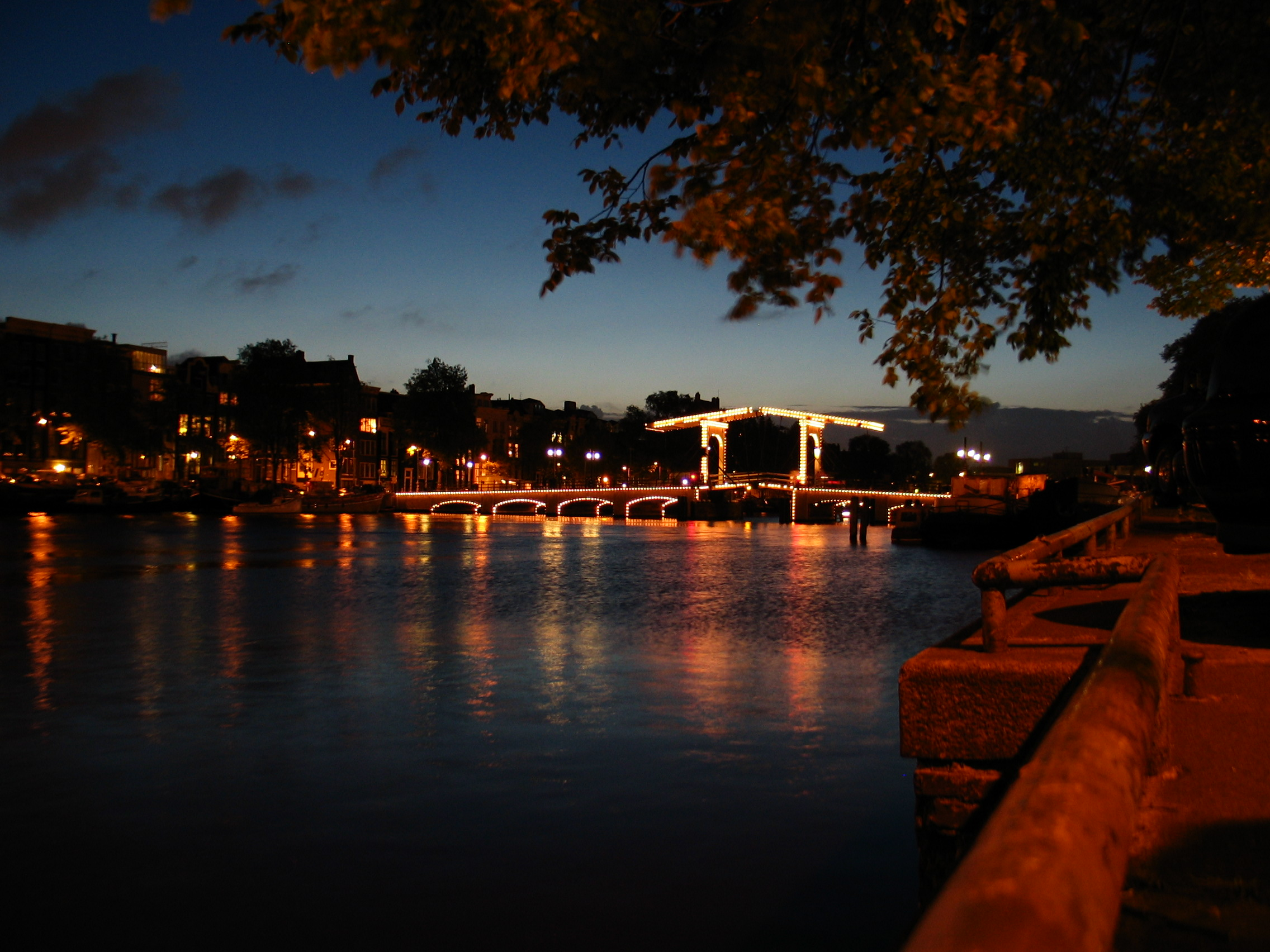
Magere Brug v noci
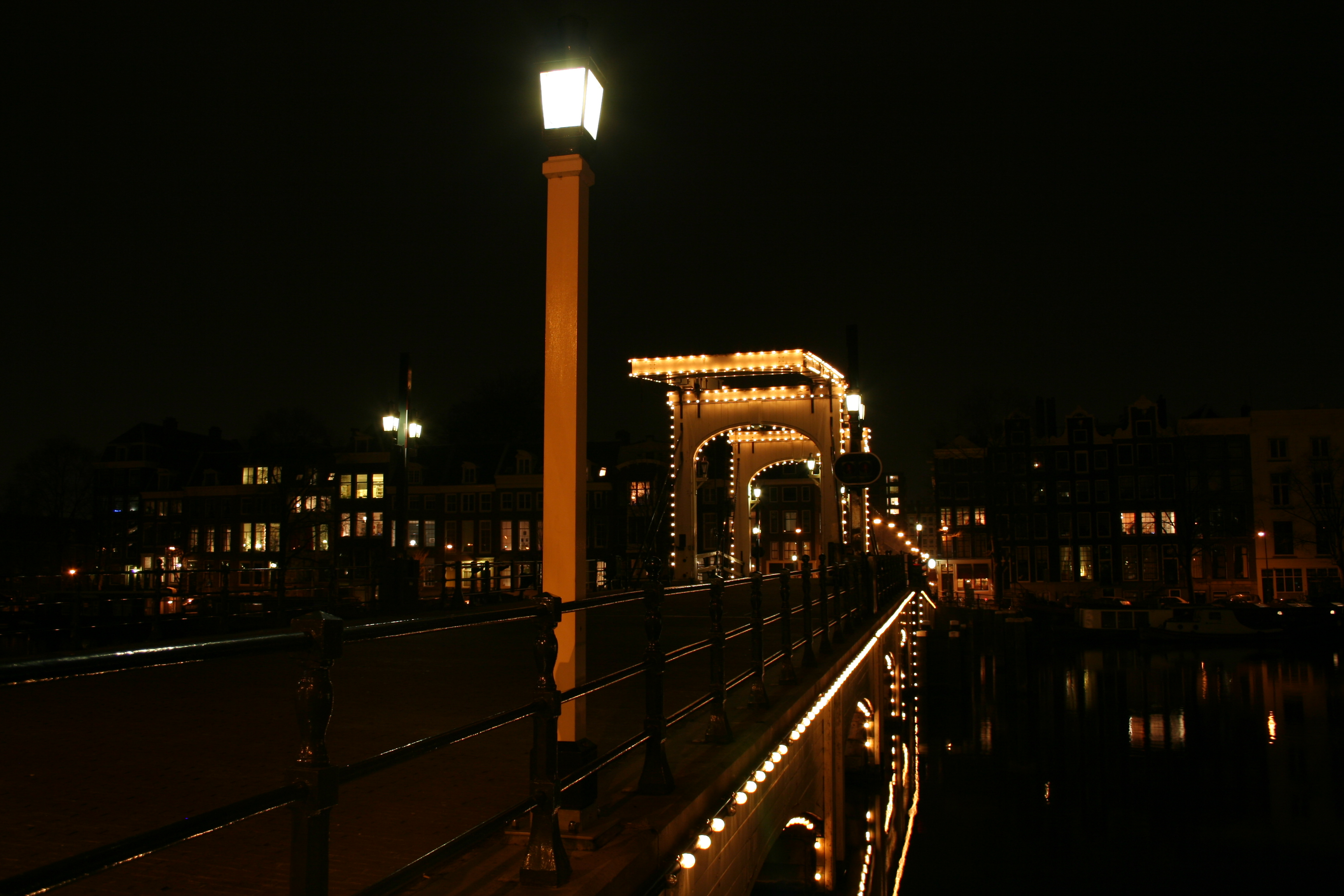
Magere Brug v noci
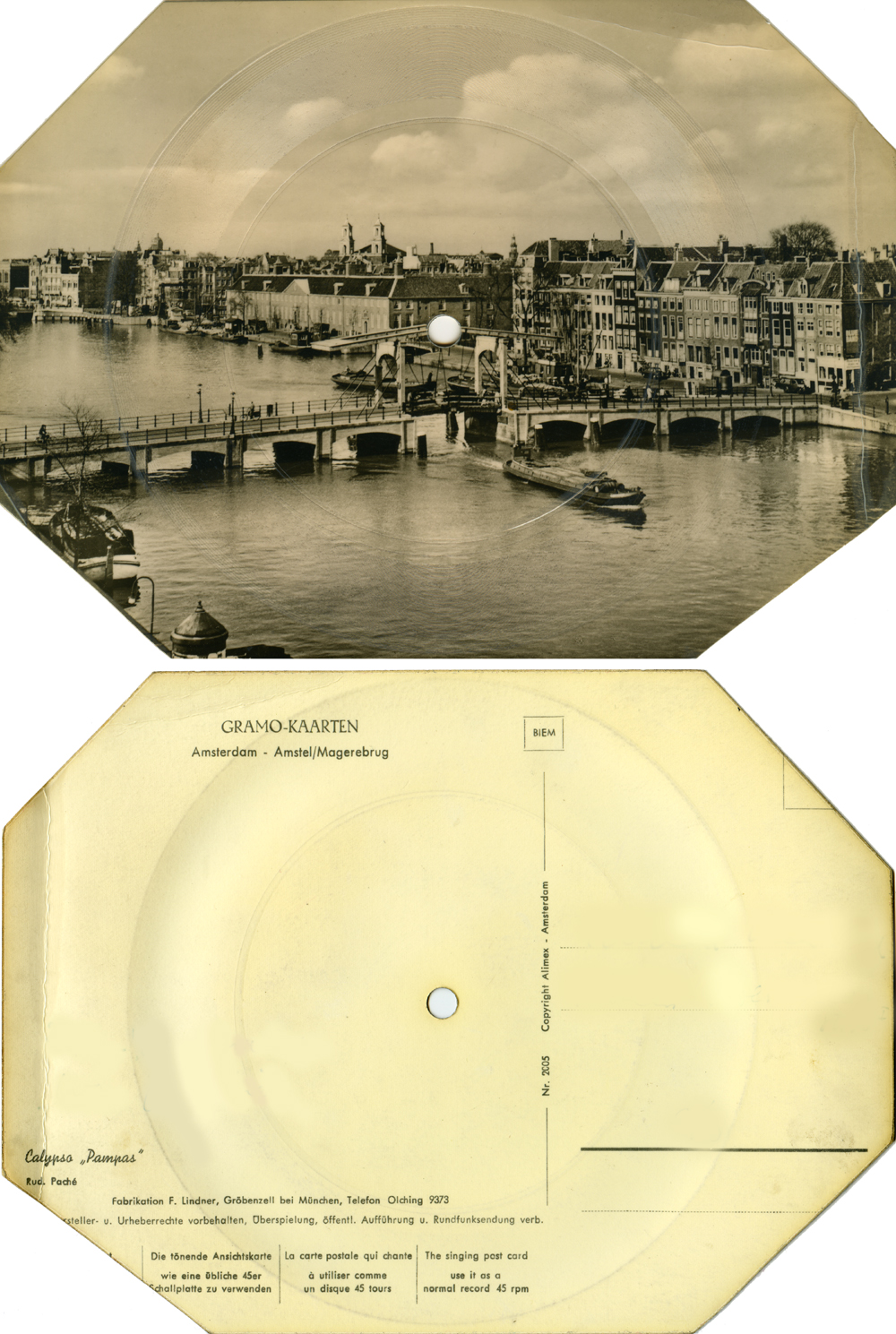
Pohled-gramodeska s obrázkem mostu